# Italia 1
«Italia 1» (Італія Уно) — італійський приватний телевізійний канал, другий телеканал медіагрупи Mediaset (найбільшого італійського приватного телевізійного оператора). Доступний на національному рівні, тобто у всій країні. Це один з основних ефірних каналів Італії, його логічний номер — 6.
Канал з'явився 3 січня 1982 року.
Позиціонується як універсальний (з широким жанровим спектром) канал для молодої аудиторії.

## Програмна політика
Проведені дослідження та жанровий аналіз передач показують, що цей телеканал насправді є лідером по молодій аудиторії (від 15 до 34 років) серед телеканалів медіахолдингу «Mediaset» (тобто «Canale 5», «Italia 1» і «Rete 4»).